# Eublemma hapalochroa
Eublemma hapalochroa är en fjärilsart som beskrevs av Turner 1944. Eublemma hapalochroa ingår i släktet Eublemma och familjen nattflyn. Inga underarter finns listade i Catalogue of Life.